# Szentpéterszeg
Szentpéterszeg is een plaats (község) en gemeente in het Hongaarse comitaat Hajdú-Bihar. Szentpéterszeg telt 1216 inwoners (2001).